# دانييل جنكينز
دانييل جنكينز (بالإنجليزية: Daniel Jenkins)‏ هو ممثل أمريكي، ولد في 17 يناير 1963 بنيويورك في الولايات المتحدة.

## أعمال

### أفلام
- (2018) أغنياء آسيويون مجانين

## وصلات خارجية
- دانييل جنكينز على موقع IMDb (الإنجليزية)
- دانييل جنكينز على موقع ميوزك برينز (الإنجليزية)
- دانييل جنكينز على موقع قاعدة بيانات برودواي على الإنترنت (الإنجليزية)
- دانييل جنكينز على موقع قاعدة بيانات برودواي على الإنترنت (الإنجليزية)
- دانييل جنكينز على موقع قاعدة بيانات الفيلم (الإنجليزية)